# Q-OLED
Eine Kombination Quantenpunkte mit Organischer Leuchtdiode besteht aus einer organischen Leuchtdiode (OLED) als Lichtquelle und Quantenpunkten (en: Quantum Dots (QDs)) als Lichtwandler, auch QD-OLED oder QD Display (Markenname von Samsung Electronics) genannt. Durch Fluoreszenz wird das Licht kurzer Wellenlänge der OLED zur Anregung von QDs verwendet, welche ihrerseits Licht von längerer Wellenlänge abgeben. In der Praxis regt eine blau-emittierende OLED unterschiedliche QDs an, um möglichst reinfarbenes grünes und rotes Licht abzugeben. Damit können Flachbildschirme mit „Rot-Grün-Blau“ (RGB)-Kombinationen hergestellt werden, welche das erwünschte Farbspektrum im sichtbaren Bereich erzeugen.
Im April 2021 kündigte Samsung Electronics derartige OLEDs in Kombination mit Quantenpunkt-Technologie an. Vorgängig wurden häufig Kombinationen von anorganischen Leuchtdioden (LED)s mit Quantenpunkten zur Hintergrundbeleuchtung von Flüssigkristallanzeigen verwendet. Bei Q-OLEDs dagegen geschieht die Bilddarstellung mittels OLEDs als Lichtquellen ähnlich wie bei OLED-Bildschirmen mit dem Unterschied, dass nicht drei verschiedene OLEDs mit unterschiedlicher Charakteristik pro Farbe für jeden Bildpunkt verwendet werden, sondern nur blaue OLEDs in Kombination mit Quantenpunkt-Lichtwandlern.  Es handelt sich auch nicht um eine Bilddarstellung mittels selbstemittierenden Quantenpunkte, welche nicht optisch, sondern elektrisch angeregt werden.
Vorteile dieser Technik sind das optimierte Farbspektrum der Bilddarstellung mit 90 % von Rec. 2020 und die gleichmäßige Abnahme der Leuchtkraft aller Farben entsprechend der Alterung der blauen OLEDs als gemeinsamer Lichtquelle. Im Vergleich mit sogenannten LED-Fernsehern, welche LED-Hintergrundbeleuchtung von LCD-Bildschirmen verwenden, ist die Darstellung des schwarzen Hintergrunds nicht durch Restlicht der dunkel geschalteten Bildpunkte von LCDs beeinträchtigt.